# Stenaoplus nigerrimus
Stenaoplus nigerrimus là một loài tò vò trong họ Ichneumonidae.